# Gilbertiodendron preussii
Gilbertiodendron preussii är en ärtväxtart som först beskrevs av Hermann August Theodor Harms, och fick sitt nu gällande namn av J.Leonard. Gilbertiodendron preussii ingår i släktet Gilbertiodendron och familjen ärtväxter. Inga underarter finns listade i Catalogue of Life.